# Belgrado
Belgrado ist eine spanische Post-Punk- und Gothic-Punk-Band.

## Geschichte
Inspiriert von der Musik essentieller Vertreter des Post-Punk und der Ideologie früher Anarcho-Punk-Bands gründete die Sängerin Patrycja Proniewska (polnisch) mit dem Schlagzeuger Jonathan Sirit, dem Gitarristen Fernando Marquez und dem Bassisten Tete Marin im Jahr 2010 die Gruppe Belgrado. Die beteiligten Musiker lernten einander in der Hausbesetzerszene von Barcelona kennen, in welcher sie sich schon zuvor alle an unterschiedlichen Bands beteiligt hatten. Bereits kurz nach ihrer Gründung begann die Gruppe damit, ihr selbstbetiteltes Debüt einzuspielen. Belgrado erschien 2011, wie die folgenden Alben auch, in einem kooperativen Selbstverlag mit dem spanischen Punklabel La Vida Es Un Mus, und wurde über unterschiedliche Independent-Label international vertrieben. Das Debüt wurde vornehmlich von Fanzines und Blogs der Punk- und Gothic-Szene wahrgenommen und meist positiv beurteilt.
Nach der Veröffentlichung begann die Gruppe früh international zu touren. Seither tritt die Gruppe vornehmlich in selbstverwalteten autonomen Zentren auf. Bereits 2012 traten Belgrado in unterschiedlichen europäischen Ländern und den USA auf. Tourneen durch Südamerika 2014, durch die Türkei und Griechenland, ebenfalls 2014, sowie durch Japan und Australien 2016 folgten. Ebenso beteiligte sich die Gruppe an unterschiedlichen Post-Punk- und Punk-Festivals in Frankreich, Deutschland, Spanien und Amerika. 2016 wurden Belgrado Headliner des dritten amerikanischen San-La-Muerte-Festivals.
In der Zwischenzeit schied Marin, vor der Veröffentlichung des zweiten Studioalbums Siglo XXI im Jahr 2013, aus der Gruppe aus und wurde durch Renzo Narvaez ersetzt. Die immer noch eng mit der Hausbesetzerszene verbundene Band veröffentlichte auch die dem Debüt folgenden Alben im Selbstverlag. Alle Alben verbleiben im Vertrieb unterschiedlicher Independent-Label. Mittlerweile vertreibt die Gruppe die eigene Musik hinzukommen als Download über Bandcamp zum Teil ohne eine entsprechende Mindestgebühr. Die internationale Rezeption der Gruppe stieg unterdessen an. Im Jahr 2016 wurden sie, mit der Veröffentlichung des dritten Studioalbums Obraz, als Aushängeschild einer aktuellen spanischen Post-Punk-Szene gehandelt.

## Stil
Belgrados Stil entlehnt sich dem frühen, mittlerweile gelegentlich als Gothic Punk bekannten Gothic Rock sowie dem Post-Punk. Als Vergleichsgrößen werden häufig Siouxsie and the Banshees, Killing Joke und Joy Division genannt. Im Hinblick auf Proniewskas Gesang werden hinzukommend Xmal Deutschland und Parálisis Permanente angeführt. Die Musik wird als schnell und melodisch aber dennoch düster beschrieben. Dabei werden die Instrumentalisten als geschlossene Einheit bezeichnet.
Das Gitarrenspiel ist vornehmlich einfach, hell und temporeich, jedoch häufig mit Reverb- und Delay-Effekten versehen. Die Rhythmusgruppe sei ähnlich jener von Joy Division und Gang of Four angelegt. Der Bass führt über die meisten Stücke die tragende Melodie, während das Schlagzeug schlicht und treibend das Tempo vorgibt. Gesang und Gitarre bilden, Rezensenten zufolge, einen kalten Kontrastpunkt gegenüber dem von Dub beeinflussten Rhythmus. Insbesondere der mit Hall versehene Gesang erscheine unterkühlt und abwesend. Den zu einem Großteil in polnischer Sprache vorgetragenen Texten wird eine entrückte Wirkung attestiert.

## Diskografie
- 2010: Belgrado (Album, Selbstverlag / La Vida Es Un Mus)
- 2012: Panopticon / Vicious Circle (Single, Selbstverlag / La Vida Es Un Mus)
- 2013: Siglo XXI (Album, Selbstverlag / La Vida Es Un Mus)
- 2016: Obraz (Album, Selbstverlag / La Vida Es Un Mus)
- 2023: Intra Apogeum (Album, La Vida Es Un Mus)